# 拉万特河谷巴特圣莱昂哈德
拉万特河谷巴特圣莱昂哈德是奥地利克恩顿州沃尔夫斯贝格县的一个市镇。总面积111.72平方公里，总人口4578人，人口密度41.0人/平方公里（2011年）。